# Балахметов, Кожахмет Балахметович
Кожахмет Балахметович Балахметов (при рождении Хаиров, каз. Қажахмет Балахметұлы Балахметов; 26 июня 1926, село Сулуколь, Айыртауский район, Кокчетавская область, Казахская ССР, СССР — 6 ноября 2021) — советский и казахский учёный-педагог, историк, государственный и общественный деятель. Министр просвещения Казахской ССР в 1974—1987 годах.
Народный учитель Казахской ССР, отличник высшего образования СССР, отличник народного просвещения СССР и Казахской ССР.

## Биография
Родился 26 июня 1926 года в ауле № 18 (Сулыколь) Ортакшиларской волости Кокшетауского уезда (ныне село Сулыколь Айыртауского района Северо-Казахстанской обл) в семье служащего Балахмета Хаирова. Происходит из рода атыгай племени аргын.
В 1949 году окончил Петропавловский педагогический институт, в 1955 году исторический факультет Семипалатинского педагогического института.
Трудовую деятельность начал в 1948 году учителем истории Казгородской средней школы Айыртауского района, учителем Володарского детского дома.
С 1952 по 1956 год — заместитель заведующего отделом народного образования Кокшетауской области, директор средней школы Енбекшильдерского района. Избран депутатом Макинского сельского и Енбекшильдерского городского совета;
С 1960 по 1967 год — зав. школьным отделом Кокшетауского обкома партии, второй секретарь комитета;
С 1968 по 1970 год — заведующий Кокшетауским областным отделом народного образования. Депутат Кокшетауского городского и областного советов;
С 1970 по 1974 год — заместитель заведующего отделом науки и образования ЦК Компартии Казахстана;
С 1974 по 1987 год — министр просвещения Казахской ССР;
Избирался депутатом Верховного Совета Казахской ССР IX—XI созывов. Был членом ряда руководящих органов общественных организаций, 13 лет являлся председателем общества казахско-корейской дружбы.
Автор книг «Расцвет народного образования в Казахстане», «Школа на пути обновления», «Всполохи времени», «Мое время» и много др.

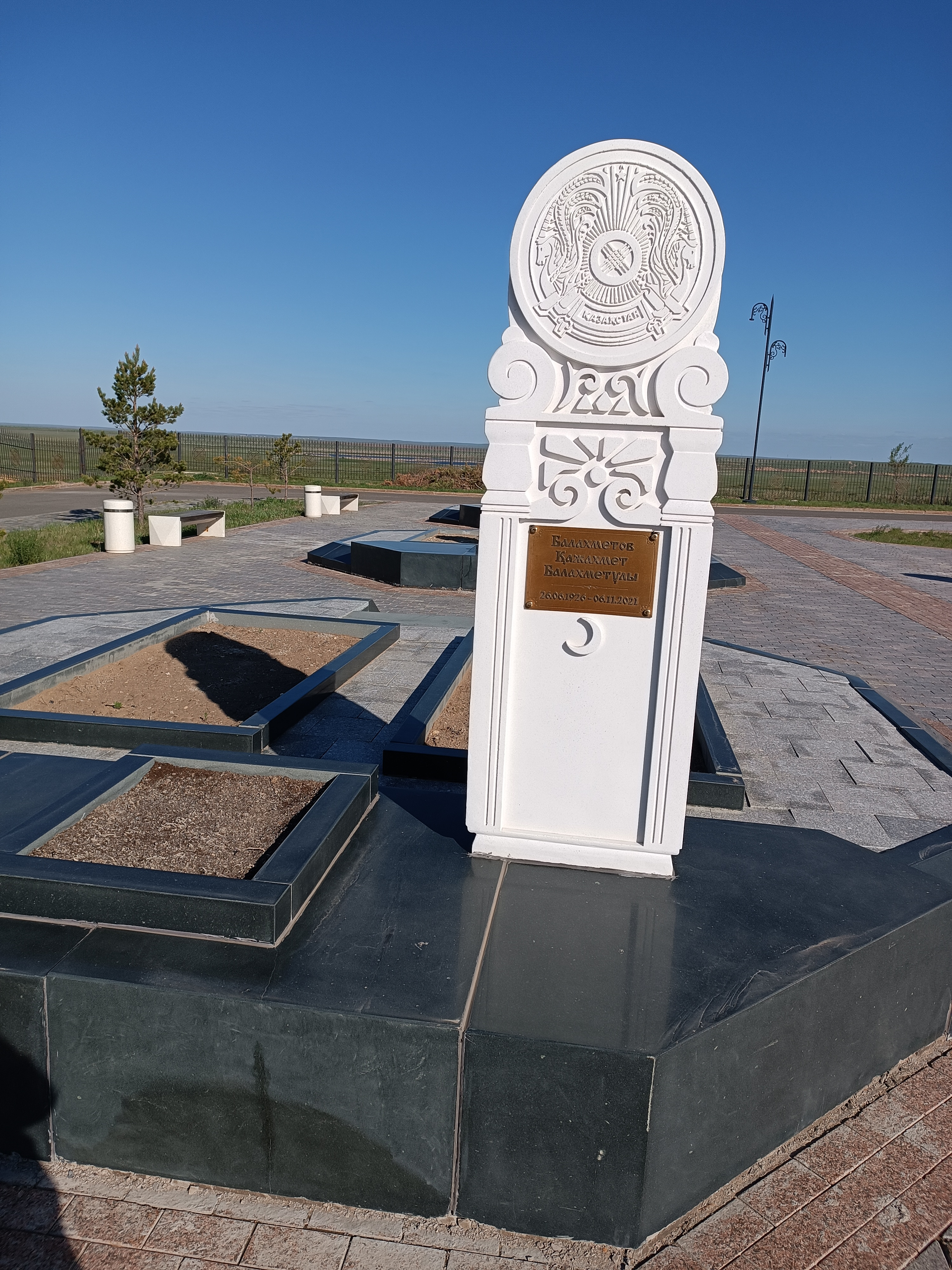

Похоронен в Национальном Пантеоне Казахстана.

## Награды
- Народный учитель Казахской ССР;[6]
- Заслуженный учитель Казахской ССР;
- Отличник народного просвещения Казахской ССР;
- Отличник просвещения СССР;
- Отличник высшего образования СССР;
- Награждён тремя орденами Трудового Красного Знамени;
- Награждён Почётной Грамотой Верховного Совета Казахской ССР;
- Награждён правительственными и юбилейными медалями СССР и Республики Казахстан;
- Орден Святого благоверного князя Даниила Московского;
- Медаль Н. К. Крупской;
- Медаль К. Д. Ушинского;
- Медаль Ибрая Алтынсарина — за особые заслуги в области просвещения и педагогической науки;
- Нагрудный знак МОН РК «Почётный работник образования РК»;
- Благодарственное письмо Первого Президента РК (1999);
- Почётный гражданин города Кокшетау (2000);[7]
- Указом президента РК от 8 декабря 2006 года награждён орденом «Парасат» — за особые заслуги в области отечественного образования и науки и в связи с 80-летием со дня рождения.;[8]
- Почётный гражданин Акмолинской области (2019);[9][10]
- Благодарственное письмо Президента Республики Казахстан с вручением нагрудного знака «Алтын Барыс» — за плодотворный труд на благо страны и в связи с 95-летием со дня рождения.;[11][12]